# 女僕冥土小姐
《女僕冥土小姐》是自2020年起連載於《Sunday Webry》的日本爱情喜剧漫畫，作者為祥醬（しょたん）。第一卷單行本於同年10月12日由小學館發售。本作講述主角與拜訪他家的前刺客女僕一起生活的故事。2024年10月開始播放電視動畫。

## 故事簡介
名為雪的前刺客，現身於高中生横谷人好的家中，並請求横谷人好僱用她擔任家務清潔的女僕。然而，雪在家務方面是位新手，使得橫谷人好一頭霧水。最初横谷人好表示拒絕不能僱用她，但在見到雪意想不到的一面後，兩人開始了奇怪的生活。

## 登場人物

### 主要人物
横谷人好（聲：熊谷俊輝 / 聲：代永翼（電視CM））
本作主角。就讀私立小木曾高中的高中一年級生。父母不在身邊，和妹妹分開居住，不擅長做家務。某天雪來到他家，突然要求人好僱傭她，但他被她作為前刺客的背景嚇到一開始拒絕，但差點被货车撞到時，她救了他，所以改變主意，僱用雪為女僕。個性善良，與黑道人士葛蕾絲、張宜興可以正常來往，還收養一隻被遺棄的狗，不過對命名的品味很差，例如他將撿到的狗取名為“炸麻糬太郎”，因此在給雪起名時很小心。起初他經常批評雪的無禮行為，但隨著他們在一起的時間，開始對她產生感情。最喜歡的食物是油炸食品，很在乎自己身高矮小。
雪（聲：上田麗奈）
前暗殺者、女僕，專長是暗殺。總是穿著女僕裝，而後她轉入小木曾高中和人好同一個班級，使用與他相同的姓氏“橫谷”。21歲的她本名是“瑪莉亞／瑪麗亞”，曾經是神祕暗殺組織「龍生九子」的「第四子」，被稱為「白狼之雪」的最強刺客，她從小就很聰明，懂得用十二國外語交談，被世人視為神童，但父母（父，聲：子安武人；母，聲：劉婧犖）卻被注意到這一點的黑道人士殺害，並將她和妹妹綁架，被迫成為「龍生九子」的一員。此後的十四年間，她暗殺無數組織交代任務的目標；但本人在某天，突然從黑社會消失得無影無蹤。之後她擔任葉室的女僕，接著透過他的介紹拜訪人好的住家，並受到對方僱用。她身體能力出眾，擁有怪力（把槍擰至變形、在體育課時打出的排球穿破球網，將鐵門打凹、隨身攜帶的行李箱裡有一把巨劍，能輕鬆揮舞），戰鬥技巧高超，無人能敵，擅長飛刀，可用刀抵擋或者劈開子彈，能飞檐走壁，平衡性極佳，並在天台欄杆上跑。但不擅長使用熱兵器（包括開槍）。剛開始來到橫古家，因為沒有做家事的經驗，早期她笨手笨腳的連拖地都不會，但透過自己的努力，已經成長到可以做一些家事的地步，最厲害的厨藝是切高麗菜。由於小時候做老師（聲：三木真一郎）的訓練，有和野狗一起被留在山裡的心理創傷，因此對狗有恐懼感，但現在已經克服。從出生到成為刺客的這段期間，她已經失去大部分記憶，但正在慢慢恢復。個性沉著冷靜，卻有著孩子般的天真，在自己喜歡的人和自己能放鬆相處的人面前，可以毫不掩飾地表達自己的情感。最喜歡的食物是勝田醬，對它非常著迷，以至於說：“如果明天會死，我會想最後嚐一次。”會因為吃不到勝田醬而情緒低落。也非常喜歡刀具和其他餐具，總是隨身攜帶著幾把刀具。討厭的事是無法回應他人的期待。
横谷李戀（聲：飯田光）
横谷人好的妹妹，目前和母親住在一起。個性天真，總是想給別人留下好印象。兄妹兩人的關係很好，經常聯繫，她也常去他家探望他。很喜歡漂亮的女人，渴望和姊姊一起生活，從她第一次見到雪時，就像姊姊一樣喜歡對方，並幫助雪融入她的日常生活，將自己的自行車命名為「維多利亞」。
葛蕾絲／格蕾絲（聲：Lynn）
跟隨雪來到日本的女殺手兼線人，同時也是間諜。是為數不多的知道雪過去的人之一。本來的真面目是金髮綠瞳，而殺手形態是變裝成紫髮紫瞳的貓女裝扮，本人也經常做出類似於貓的表情。她最初的目標是試圖殺死雪以提高自己的聲譽，並在圣托里尼島上與男人共度餘生，但被對方擊敗並承諾不再對她下手。她以“新田”的名稱、人好的親戚姊姊身份，在小木曾高中擔任體育老師，觀察人好與雪的關係。個性隨和，喜歡做有趣的事情，擁有偽裝、竊聽和搜集情報的能力，之所以當學校老師，是因為她對曾經被稱為「白狼之雪」的強大刺客雪，會為平民服務的事情感到好奇。也正因如此，她也對人好感興趣（形容對方像倉鼠），還試圖以性騷擾的方式接觸他時，得到了雪針鋒相對的回應。最喜歡的食物是拉麵和酒，有抽菸的習慣（動畫改為吃棒棒糖）。在作者給出的資料中，透露「葛蕾絲」也是假名，而且出生和年齡均未知。
炸麻糬太郎（聲：松井惠理子）
一隻被遺棄的小狗，後被人好收養。個性友善，常受到人好和李戀的寵愛。因其外型圓潤，讓人聯想起炸麻糬而得名。
黑川大河（聲：永塚拓馬）
人好的同學和兒時玩伴，他是班上所有男生中運動能力最強的。
山下小鉢（聲：天崎滉平）
人好的同學和兒時玩伴。他身材矮小，看起來很年輕。
日陰中／日陰奈佳（聲：稻垣好）
是一位深受同學喜愛的女孩。自從幼年失去母親後，一直在哥哥的指導下練習武術，並學習如何成為忍者。是雪的第一個朋友，除了提前收集情報外，還在勝田祭舉辦的慶道會上，充分利用了煙幕彈和變身術來幫助她。
日陰武（聲：古川慎）
小木曾高中的學生會長，中的哥哥。他體格強健，額頭上有一道傷疤。是個精英和完美主義者，平時對妹妹很嚴厲，但他對她卻有著熾熱的愛，他把這種感情隱藏在她面前。
鰀目錦綺（聲：青木瑠璃子）
學生會成員之一，也是學校裡最受歡迎的女學生。
鰀目水薙（聲：土岐隼一）
學生會成員之一，錦綺的雙胞胎弟弟。
橫谷新（聲：森川智之）
人好和李戀的父親。由於工作原因，很少回家，與其他人已經疏遠了很長時間。儘管他和妻子已經分居，但他們的關係仍然很好。
卡塔琳娜（人好和李戀的母親）（聲：松井惠理子）
與丈夫新離異，目前與李戀住在一起。健康狀況不佳，無法下床。
張宜興
雪成為殺手時，照顧她的勤雜工。原本是匕首鳥裡參與武器買賣的掮客之一，他還照顧年幼時的她。然而，當他的上司被雪刺殺後，組織懷疑他參與其中，並在受到嚴酷的折磨後精神出現異常。從那時起，他開始崇拜雪，並希望她殺了自己。當雪來訪時，他甚至揚言要實現自己的愿望，但在她的說服下安定下來，在貓咖啡館當一名店員。臉上有許多傷疤，為了隱藏它們，他總是戴著防毒面具（後來換成了般若面具→安全帽）。
安娜（聲：市之瀨加那）
雪的妹妹，娜斯卡的貼身保鑣。小時候，她被稱為「花」，從小就和雪一起被帶走，一直在黑社會裡某個人的保護下生活。除了擁有足以與雪勢均力敵的戰鬥技巧外，她還擁有完美記住所看到的事物的能力。與姊姊不同，擅長使用各種槍械與操作戰鬥機器人。曾經很崇拜姊姊雪，甚至在成為娜斯卡的保鏢後，以保護姊姊的名義殺死了所有反對雪的人，但在這個過程中，她認為拯救姊姊的唯一方法就是殺死對方。然而，在與雪的戰鬥中失敗時，得知她的真實感受後，姊妹成功修復了關係。小時候在人好的小鎮上生活過一個月，她在日本認識了人好，在他面前自稱「杏」 。在人好母親搬走、父親經常不在家的孤獨歲月裡陪他一起玩，被人好視為初戀且被表白，安娜也表示自己喜歡人好。之後化名“橫古安娜（橫古杏凪）”，進入小木曾高中。吃飯時喜歡加滿滿的蛋黃醬。
葉室（聲：塾一久）
曾經被雪服侍的老人，已逝。雪稱呼他為「老爺」。在回憶場景中，他臥在床上，這表明生前臥病在床。知道雪是殺手後，他將她介紹到人好家，希望她能受到歡迎。雪的女僕裝是他送給她的禮物，對她來說，這是連結她和他記憶的紀念品。
娜斯卡（聲：早見沙織）
世界知名的女藝術家，安娜的雇主。她擁有用歌聲操縱人們思想的超能力，當雪和安娜打架時，還對現場表演場地的觀眾進行洗腦，並將他們用作人質。
勝田福（聲：金田朋子）
經營一家老字號「勝田熟食店」的老婦人。有傳言說，因為店裡準備的菜餚味道鮮美，所以有名人來到店裡微服私訪，她和丈夫一起經營這家店已經有六十年了。
勝田爺（聲：飛田展男）
福的丈夫，真實姓名不詳。他的手經常因為年紀大而顫抖，但當他切豬排時，手就不再發抖，能夠冷不防地出現在雪的背後。

## 作品中的用語
龙生九子
雪曾經所屬的世界各地的人所組成的暗殺組織。他們的勢力如此強大，因此存在著許多敵對組織。每個成員身上都有很多連雪自己都不知道的事情，現實也籠罩在神秘之中。這個名稱本身就是中國民間傳說中出現的生物的總稱。
匕首鳥
張宜興曾經所屬的一個犯罪組織。
勝田醬
這種炸豬排醬是勝田熟食店的原創產品，是雪最喜歡的食物。食譜是福的丈夫設計的，和店裡的其他配菜一樣受歡迎。在人們居住的城鎮中，有些商店因為雪而出售這種醬汁。
勝田麵包
小木曾高中的福利社所賣的炒麵麵包。它使用了大量的勝田醬，是學校裡最受歡迎的麵包。
勝田三大祭
小木曾高中每年學期結束後，所舉辦的體育節、文化節、音樂節的總稱。俗稱“勝田祭”，因學校的創始人是勝田熟食店的粉絲而得名。每個項目的班級都有一個排名，綜合這些排名的總排名決定獲勝者。另外，除了各項目的成績外，還會加上班級每學期期末考的平均分，所以即使考試成績低，也可以透過實作成績來彌補。獲勝班級將獲得各種福利，期末考不及格的學生將被取消資格。

## 出版書籍
| 卷數 | 小學館         | 小學館                 | 青文出版社     | 青文出版社            |
| 卷數 | 發售日期       | ISBN                   | 發售日期       | ISBN                  |
| ---- | -------------- | ---------------------- | -------------- | --------------------- |
| 1    | 2020年10月12日 | ISBN 978-4-098-50306-3 | 2024年11月21日 | ISBN 978-626-399565-9 |
| 2    | 2021年2月12日  | ISBN 978-4-098-50403-9 | 2025年1月25日  | ISBN 978-626-399820-9 |
| 3    | 2021年7月12日  | ISBN 978-4-098-50549-4 | 2025年7月16日  | ISBN 978-626-422701-8 |
| 4    | 2021年12月10日 | ISBN 978-4-098-50812-9 |                |                       |
| 5    | 2022年5月12日  | ISBN 978-4-098-51138-9 |                |                       |
| 6    | 2022年11月10日 | ISBN 978-4-098-51353-6 |                |                       |
| 7    | 2024年1月12日  | ISBN 978-4-098-53082-3 |                |                       |
| 8    | 2024年8月8日   | ISBN 978-4-09-853505-7 |                |                       |
| 9    | 2024年10月3日  | ISBN 978-4-09-853623-8 |                |                       |
| 10   | 2025年3月12日  | ISBN 978-4-09-854002-0 |                |                       |

## 電視動畫
2023年12月宣佈動畫化，於2024年10月至12月在全日本新聞網平台播出。

### 製作人員
- 原作：祥醬（しょたん）
- 導演、音響導演：渡邊步
- 劇本統籌：赤尾凸
- 人物設定：倉嶋丈康（日语：倉嶋丈康）
- 美術監督、美術設定：西山正紀
- 色彩設計：田中千春
- 攝影監督：山本雄介
- 編輯：廣瀨清志
- 音樂：得田真裕
- 動畫製作：FelixFilm（日语：FelixFilm）[3]
- 製作：女僕冥土小姐製作委員會

### 主題曲
片頭曲
演唱：tricot，作詞：，作曲、編曲：tricot
第9話未使用
片尾曲表情差分
演唱：DUSTCELL，作詞、作曲、編曲：Misumi

### 各話列表
| 話數   | 標題                                          | 劇本     | 分鏡     | 演出                 | 作畫監督                                                             | 總作畫監督                                                                   | 首播日期       |
| ------ | --------------------------------------------- | -------- | -------- | -------------------- | -------------------------------------------------------------------- | ---------------------------------------------------------------------------- | -------------- |
| 第1話  | 與妳的命運邂逅                                | 赤尾凸   | 渡邊步   | 播摩優               | 村山綾音 橋本穗高                                                    | 荻原滿                                                                       | 2024年 10月6日 |
| 第2話  | 我想瞭解你                                    | 赤尾凸   | 牧野友映 | 牧野友映             | 市橋雄一 村山綾音 小島祐佳                                           | 三島千枝                                                                     | 10月13日       |
| 第3話  | 妳是雪小姐                                    | 赤尾凸   | 信田     | 信田 濱田翔          | 米田騎士 村山綾音 佐藤人美 劉軍 王立平 朱朱 EN.studio                | 山崎理瑠花                                                                   | 10月20日       |
| 第4話  | 你逃不掉的                                    | 赤尾凸   | 友田政晴 | 友田政晴 吉永遙佳    | 市橋雄一 小島祐佳 橋本穗高                                           | 三島千枝                                                                     | 10月27日       |
| 第5話  | 妳想守護之物                                  | 筱塚智子 | 辻初樹   | 濱田翔               | 森貞薰平 橋本穗高 和田勝之 小島祐佳                                  | 森山剛史                                                                     | 11月3日        |
| 第6話  | 你還滿怕寂寞的                                | 赤尾凸   | 八谷賢一 | 濱田翔               | SAI YUKI 杭新華                                                      | 栗田聰美 張鵬 SAI 葉增堯                                                     | 11月10日       |
| 第7話  | 妳終於是發現了。 THE HALLOWEEN NIGHT WITH YOU | 赤尾凸   | 敷島博英 | 薮內悠               | 金田榮二 齊藤千比呂 熊谷香代子 鷲田敏弥                              | 三島千枝                                                                     | 11月17日       |
| 第8話  | 妳與食慾之秋                                  | 筱塚智子 | 小林孝志 | 小林孝志             | 和田勝之 日根野優子 米田騎士                                         | 油井徹太朗 張鵬                                                              | 11月24日       |
| 第9話  | 妳與文化之章                                  | 筱塚智子 | 辻初樹   | 白石道太             | 小島祐佳 日根野優子 STUDIO MASSKET                                   | 三島千枝 油井徹太郎 石井由美子 張鵬 森川侑紀 新井智之 胡峰誠 葉增堯          | 12月1日        |
| 第10話 | 妳與禁忌果實                                  | 赤尾凸   | 信田     | 信田 濱田翔 吉永遙佳 | 市橋雄一 日根野優子 張鵬                                             | 森山剛史                                                                     | 12月8日        |
| 第11話 | 妳的祈禱是神的祈禱                            | 筱塚智子 | 辻初樹   | 薮內悠               | 飯飼一幸 上月庸右 東海林真一 中村與史子 丸英男 齊藤千比呂 熊谷香代子 | 三島千枝 森川侑紀 張鵬                                                       | 12月15日       |
| 第12話 | 妳們帶來的福音                                | 赤尾凸   | 梅津朋美 | 梅津朋美             | 米田騎士 村山綾音 橋本穗高 市橋雄一                                  | 荻原滿 三島千枝 中野圭哉 佐藤人美 張鵬 新井智之 森川侑紀 森山剛史 油井徹太郎 | 12月22日       |

### 播放電視台
| 播放日期                                | 播放時間（UTC+9）                  | 播放電視台                     | 播放地區、備註   | 2024年10月6日—12月22日 |
| --------------------------------------- | ---------------------------------- | ------------------------------ | ---------------- | ---------------------- |
| 星期日 1:30—2:00                        | 朝日電視台（製作參加）等系列全24台 | 日本國內／「NUMAnimation」時段 |                  | 星期日 23:00—23:30     |
| AT-X                                    | CS放送／有重播                     | 2024年10月13日—12月28日        | 星期日 1:00—1:30 | BS朝日                 |
| 製作參加／BS/BS4K放送／ 「アニメA」時段 |                                    |                                |                  |                        |
| 朝日電視台系列、AT-X有字幕放送。        |                                    |                                |                  |                        |

### BD
| 卷數 | 發售日期      | 收錄話數     | 規格編號         | 規格編號         |
| 卷數 | 發售日期      | 收錄話數     | 特装版           | 通常版           |
| ---- | ------------- | ------------ | ---------------- | ---------------- |
| BOX  | 2025年3月26日 | 第1話—第12話 | EYXA-14573/4/5/B | EYXA-14576/7/8/B |

## 外部連結
- 漫畫連載網站（日語）
- 電視動畫官方網站（日語）
- 電視動畫官方的X（前Twitter）